# Broćanac Viluški
Broćanac Viluški (en serbe cyrillique: Броћанац Вилушки) est un village de l'ouest du Monténégro, dans la municipalité de Nikšić.

## Démographie

### Évolution historique de la population
| 1948 | 1953 | 1961 | 1971 | 1981 | 1991 | 2003 |
| ---- | ---- | ---- | ---- | ---- | ---- | ---- |
| 277  | 277  | 259  | 219  | 184  | 116  | 92   |